# Gäddeviks naturreservat, Marks kommun
Gäddevik är ett naturreservat i Marks kommun i Västra Götalands län.
Reservatet är skyddat sedan 2010 och omfattar 22 hektar. Det ligger söder om Kinna vid Östra Öresjöns västra strand och består av lövskog, gamla grova lövträd, bergssluttningar och öppna marker. 
Det viktigaste i området är gamla grova ekar och bokar. De utgör också livsmiljö för fåglar, insekter, svampar, lavar och mossor. Där finns även andra lövträd, tall och gran. I de branta sluttningarna växer ek, lind och bok och där finns det gott om block och lodytor. I mitten av reservatet finns ett område med åker. I sjön finns ett värdefullt bestånd av öring. 
Inom området finns ett par fornlämningar, bl.a. en fornborg, hällkista och boplats.   
Naturreservatet förvaltas av Västkuststiftelsen.